# Джамболонья
Джамболонья, Джованни да Болонья или Жан де Булонь (итал. Giambologna или Giovanni da Bologna, фр. Jean de Boulogne; 1529, Дуэ, Французская Фландрия — 13 августа 1608, Флоренция, Тоскана) — фламандский скульптор, работавший в различных городах Италии, таких как Рим, Флоренция и Болонья (благодаря последнему он и получил своё прозвание, трансформировавшееся в фамилию). Также известен под псевдонимом Фьямминго (итал. Fiammingo — «Фламандец»). Представитель маньеризма флорентийской школы.

## Биография
Джамболонья был родом из габсбургской Фландрии (ныне территория Франции). Происходил из семьи ремесленника, вероятно, каменщика и скульптора. Версия о том, что он учился живописи в Антверпене в настоящее время считается ошибочной.
В 1550 году Жан переехал в Италию, изучал античную скульптуру в Риме. В ранние годы испытал значительное влияние Микеланджело, но сумел выработать свой собственный маньеристский стиль, менее экспрессивный и мощный, но изысканный по разработке мельчайших деталей и пластике форм. Джамболонья стал выдающимся мастером малых жанров: декоративной скульптуры для садов и парков, фонтанов и гротов, городских площадей. «Его манерные Венеры и небольшие бронзовые аллегорические фигурки соединили черты итальянского и французского искусства, они вобрали в себя поэтичность итальянского Возрождения, жеманность стиля школы Фонтенбло и составили целое течение, вызвали массу подражаний, успешно пережив, к примеру, во Франции стили Людовика XV и Людовика XVI».
Первый крупный заказ Джамболонья получил от папы Пия IV на бронзовую статую Нептуна для фонтана Нептуна в Болонье (в качестве компенсации за проигранный конкурс на «Фонтан Нептуна» на площади Синьории во Флоренции). В 1553 году Джамболонья поселился во Флоренции. В этом городе он изучал произведения Никколо Триболо и Пьерино да Винчи (племянника Леонардо) и благодаря посредничеству Веккьетти был представлен ко двору Франческо I Медичи. Во Флоренции он создал наиболее известные произведения: скульптуры из мрамора и бронзы для тосканской аристократии и в особенности для семьи Медичи.
В 1563 году он был назначен членом престижной «Академии рисунка» (Accademia del Disegno), основанной в 1561 году во Флоренции Джорджо Вазари и преобразованной герцогом Козимо I Медичи 13 января 1563 года.
Мастер скончался во Флоренции в возрасте семидесяти девяти лет. Медичи не позволяли ему покидать Флоренцию, так как справедливо опасались, что либо австрийские, либо испанские Габсбурги соблазнят его на постоянную работу в своих странах. Скульптор был похоронен в капелле, которую сам спроектировал в церкви Сантиссима-Аннунциата.
Джамболонья оказал значительное влияние на следующее поколение скульпторов благодаря своим ученикам: Адриану де Врису и Пьетро Франкавилле, а также Пьеру Пюже, который работал в странах Северной Европы. Его ученик Пьетро Такка принял на себя мастерскую Джамболоньи во Флоренции. В Риме его дело продолжали Джованни Лоренцо Бернини и Алессандро Альгарди.

## Наиболее известные произведения
Наиболее значимые произведения Джамболоньи можно увидеть во Флоренции. В музее Барджелло хранится знаменитая бронзовая статуэтка «Летящий Меркурий» (в основании статуи голова ветра Зефира), выполненная по заказу римской гильдии торговцев в 1580 году. Копии этого произведения разошлись по всему миру. Так, например, в 1783 году по заказу императрицы Екатерины II в мастерских Петербургской Академии художеств статуэтка была отлита для Царского Села, а при Павле I перенесена в Павловск. В 1941 году, когда фашисты подходили к Павловску, статуэтка была зарыта в землю, но после освобождения города исчезла и считалась утерянной. В 1979 году хранитель отдела западноевропейского искусства Эрмитажа С. О. Андросов случайно увидел павловского «Летящего Меркурия» на выставке, посвящённой 450-летию Джамболоньи в Вене. Долгие годы шли переговоры о возвращении похищенного произведения, и только в 2005 году «Летящий Меркурий» вернулся на свое место в Павловском парке. Ещё одна копия Меркурия установлена в перголе у Китайского дворца в Ораниенбауме. Каслинский завод на Южном Урале отливает эту фигуру с 1898 года.
Джамболонья создал аллегорические статуи «Флоренция, побеждающая Пизу», «Самсон, убивающий филистимлянина» для Франческо Медичи (1562), олицетворение «Архитектуры», несколько изображений Венеры. Для грота виллы Медичи в Кастелло (Тоскана) он создал серию этюдов с изображением отдельных животных, которые ныне хранятся в музее Барджелло.
На Площади Синьории во Флоренции, рядом с Палаццо Веккьо высится конная статуя великого герцога Козимо I Медичи (1594). Она была начата Джамболоньей и завершена его помощником Пьетро Такка. Джамболонья также завершал находящийся рядом монументальный «Фонтан Нептуна» (1560—1565) работы скульптора Бартоломео Амманати, он добавил фигуры наяд, фавнов, бронзовых морских коньков-гиппокампов.
Похищение сабинянок (1583) — одна из самых известных скульптурных групп, созданных мастером во Флоренции. Она находится также на Площади Синьории в Лоджии деи Ланци. Условно предполагается, что композиция изображает сцену из римской легенды о похищении римлянами сабинских женщин. Скульптура вырезана из цельного блока белого мрамора, который считается самым крупным блоком, когда-либо доставленным во Флоренцию из Каррары. Джамболонья изваял трёхфигурную композицию (согласно легенде «на спор»), которую можно было бы рассматривать со всех точек зрения по маньеристично понятой S-образной линии по типу «Figura serpentinata». Эта группа далека от мощной выразительности фигур Микеланджело, кумира Джамболоньи, и даже Амманати, но она обладает своеобразной экспрессивной выразительностью. Джамболонья также создал для скульптуры мраморный пьедестал с бронзовыми рельефами.
Другая скульптурная группа его работы: «Геракл, убивающий кентавра Несса» также установлена в Лоджии деи Ланци в 1599 году. Бронзовая версия «Геркулеса и Несса» находится в Рейксмюсеуме в Амстердаме.
В 1562 году по заказу гильдии судей Джамболонья выполнил из бронзы фигуру Святого Луки для фасада церкви Орсанмикеле во Флоренции.
В садах Боболи во Флоренции, помимо фонтанов и других второстепенных фигур, в «Гроте Буонталенти» находится «Фонтан Венеры» (La fontana di Venere) со статуей богини любви работы Джамболоньи.
На вилле Демидофф близ Флоренции — Вилле Пратолино, Джамболонья создал колоссальную скульптуру-грот: Аллегория Апеннин (1580).
В Париже 23 августа 1614 года, через четыре года после убийства короля Генриха IV, по распоряжению королевы Марии Медичи в срединной части Пон-Нёф (моста через остров Ситэ) была установлена бронзовая Конная статуя Генриха IV по модели Джамболоньи, завершённая П. Такка в 1615 году. Статуя была разрушена во время Французской революции. В 1792 году её разбили и сбросили в Сену. Уцелело несколько фрагментов памятника, которые представлены в экспозиции музея Карнавале. Монумент Генриху IV был восстановлен после Реставрации династии Бурбонов при Людовике XVIII в 1818 году. Реплика оригинала конной статуи работы Джамболоньи была отлита в бронзе по скульптурной модели Франсуа-Фредерика Лемо.
В Лондоне сохранилась скульптурная группа «Самсон, убивающий филистимлянина», созданная Джамболоньей для Франческо Медичи (1562). Она была подарена герцогу Лерма, затем передана Карлу I, принцу Уэльскому, во время переговоров о его браке с испанской инфантой, а затем подарена Георгом III сэру Томасу Уорсли. В 1953 году произведение было приобретено Музеем Виктории и Альберта.
На площади Пласа-Майор в Мадриде можно увидеть конную статую Фелиппа III Испанского, начатую Джамболоньей и законченную в 1616 году Пьетро Такка. Первоначально памятник располагался в королевском саду, а в 1848 году был перенесен на площадь. В Музее Прадо, также в Мадриде, хранится барельеф, представляющий Аллегорию Франческо де Медичи, тонкая работа, отражающая индивидуальную манеру Джамболоньи. В Коллеже Богоматери Антигуа (Colegio de Nuestra Señora de la Antigua), в городе Монфорте-де-Лемос хранится скульптура, изображающая молящегося кардинала Родриго де Кастро — одна из немногих работ Джамболоньи, сохранившихся в Испании.

## Галерея

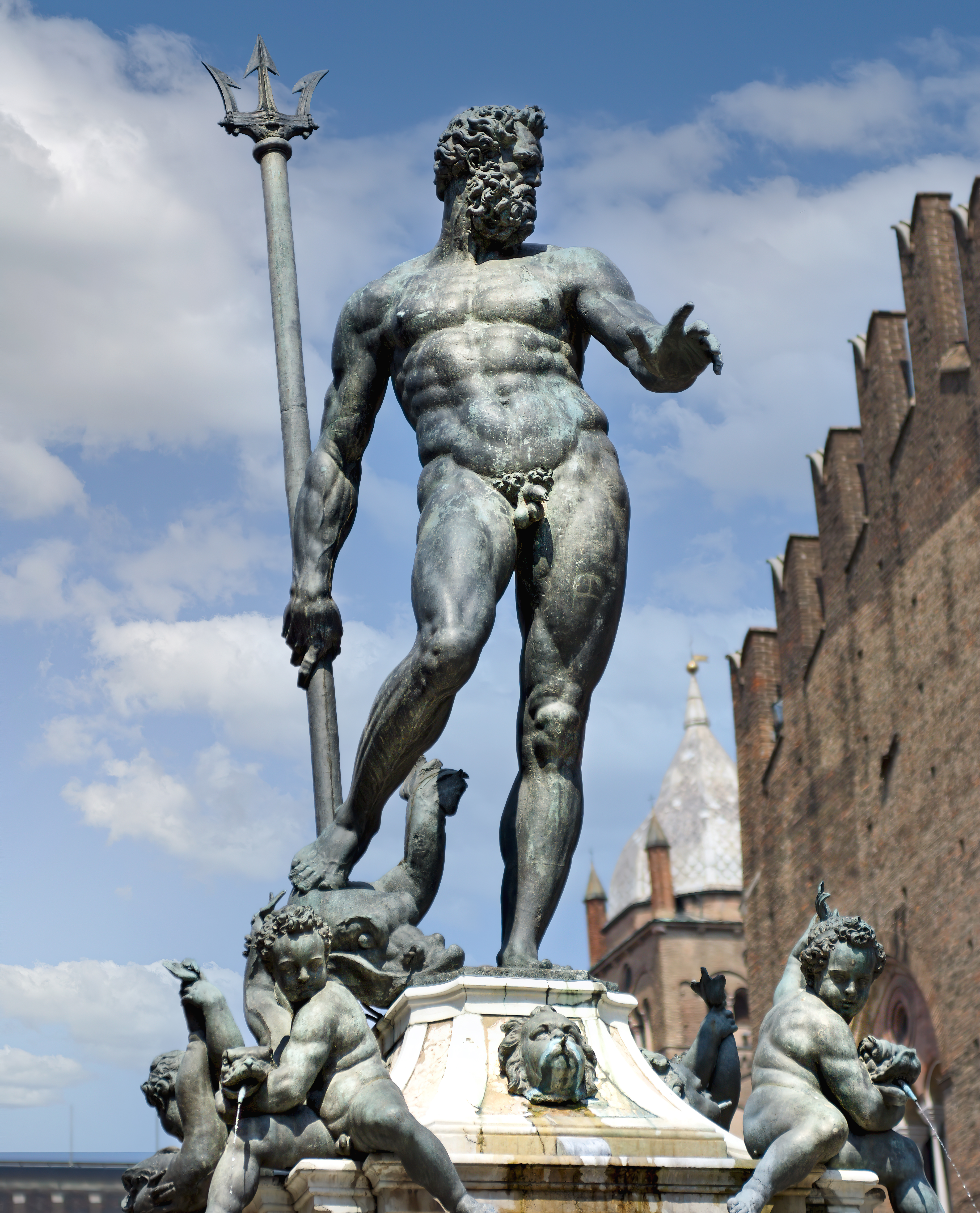
Фонтан Нептуна. Ок. 1567. Болонья
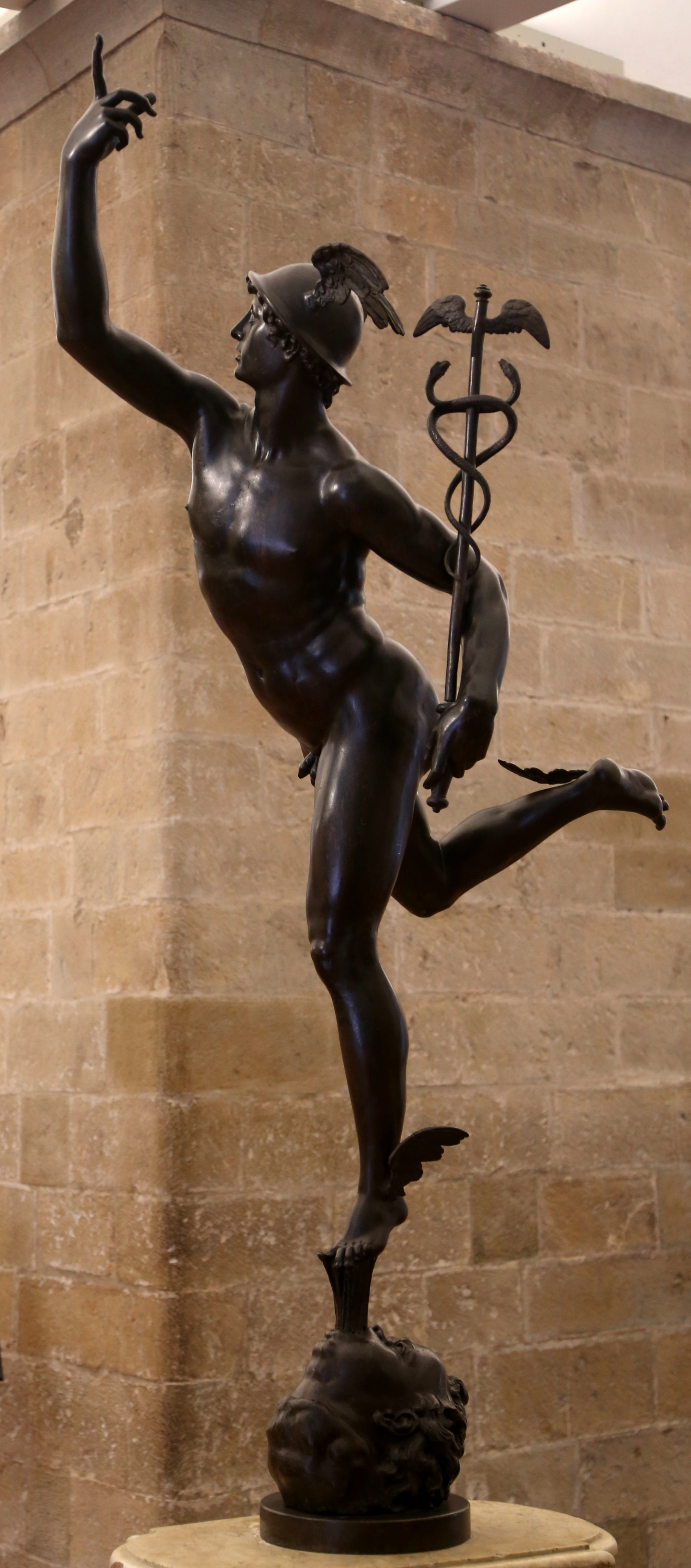
Летящий Меркурий. 1580. Барджелло, Флоренция
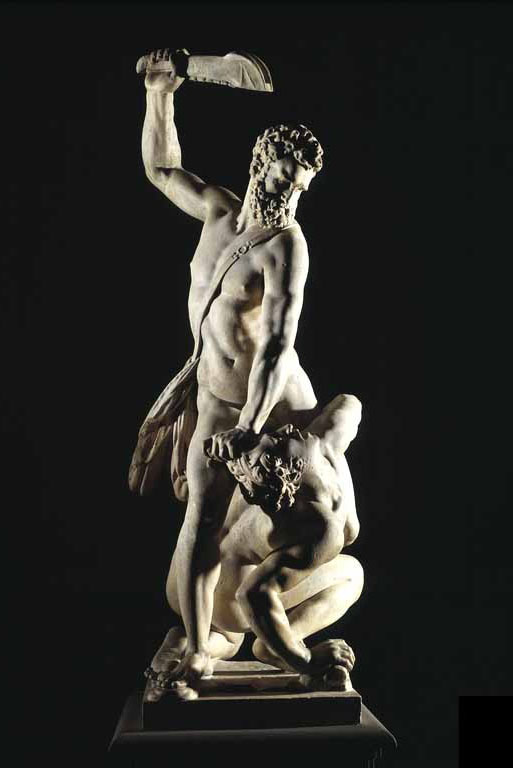
Самсон, убивающий филистимлянина. 1562. Реплика в Музее Виктории и Альберта, Лондон
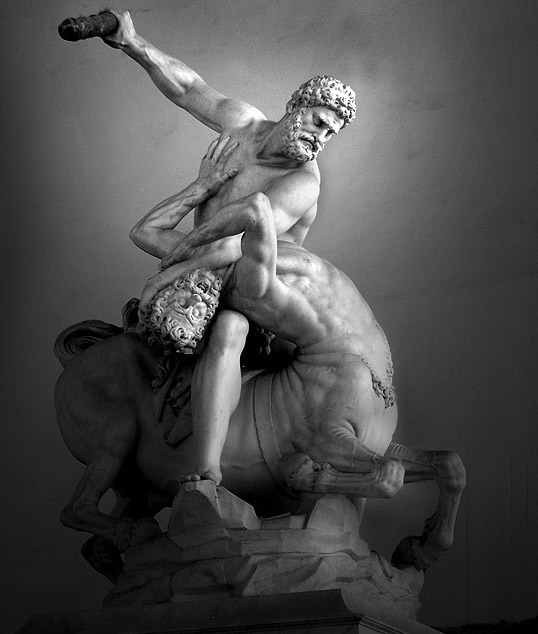
Геракл, убивающий кентавра Несса. 1599. Лоджия деи Ланци, Флоренция
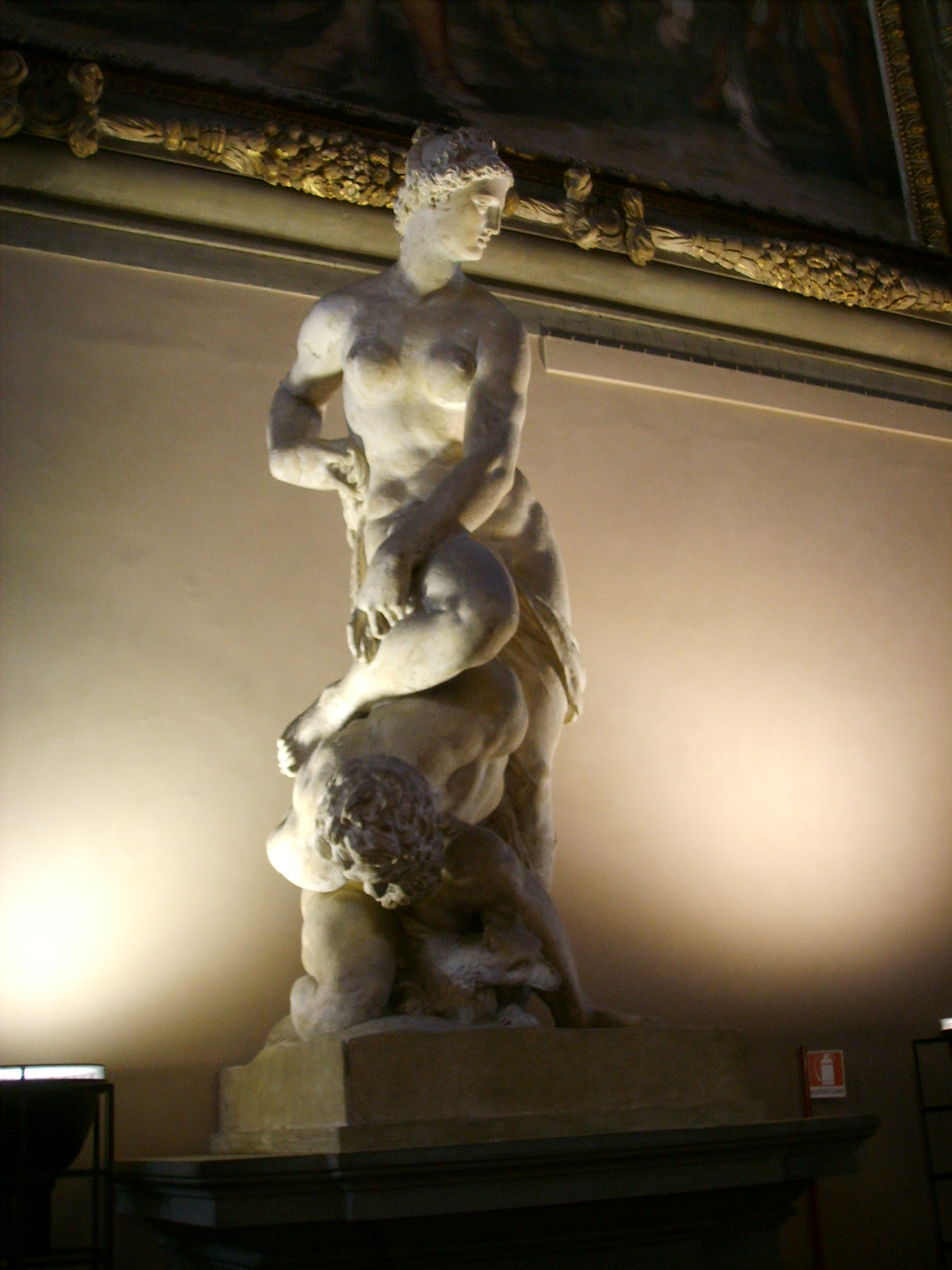
Флоренция, побеждающая Пизу. 1562. Палаццо Веккьо, Флоренция
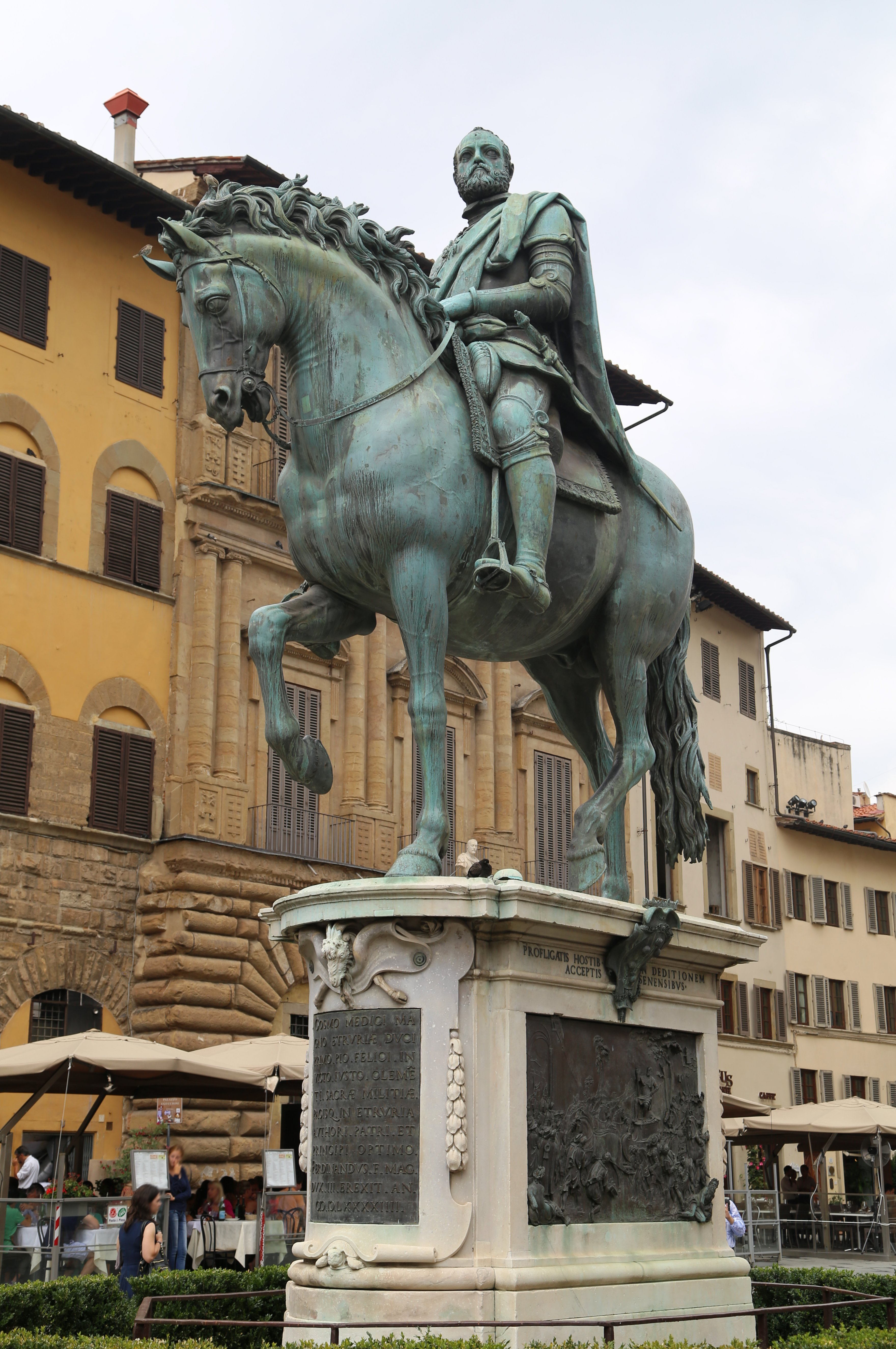
Конная статуя Козимо I. 1594. Площадь Синьории, Флоренция
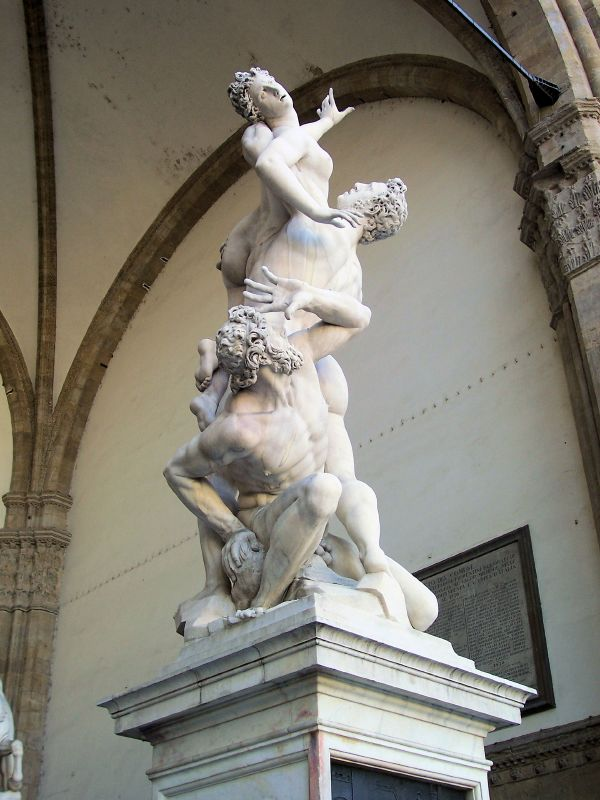
Похищение сабинянок. 1583. Лоджия деи Ланци, Флоренция
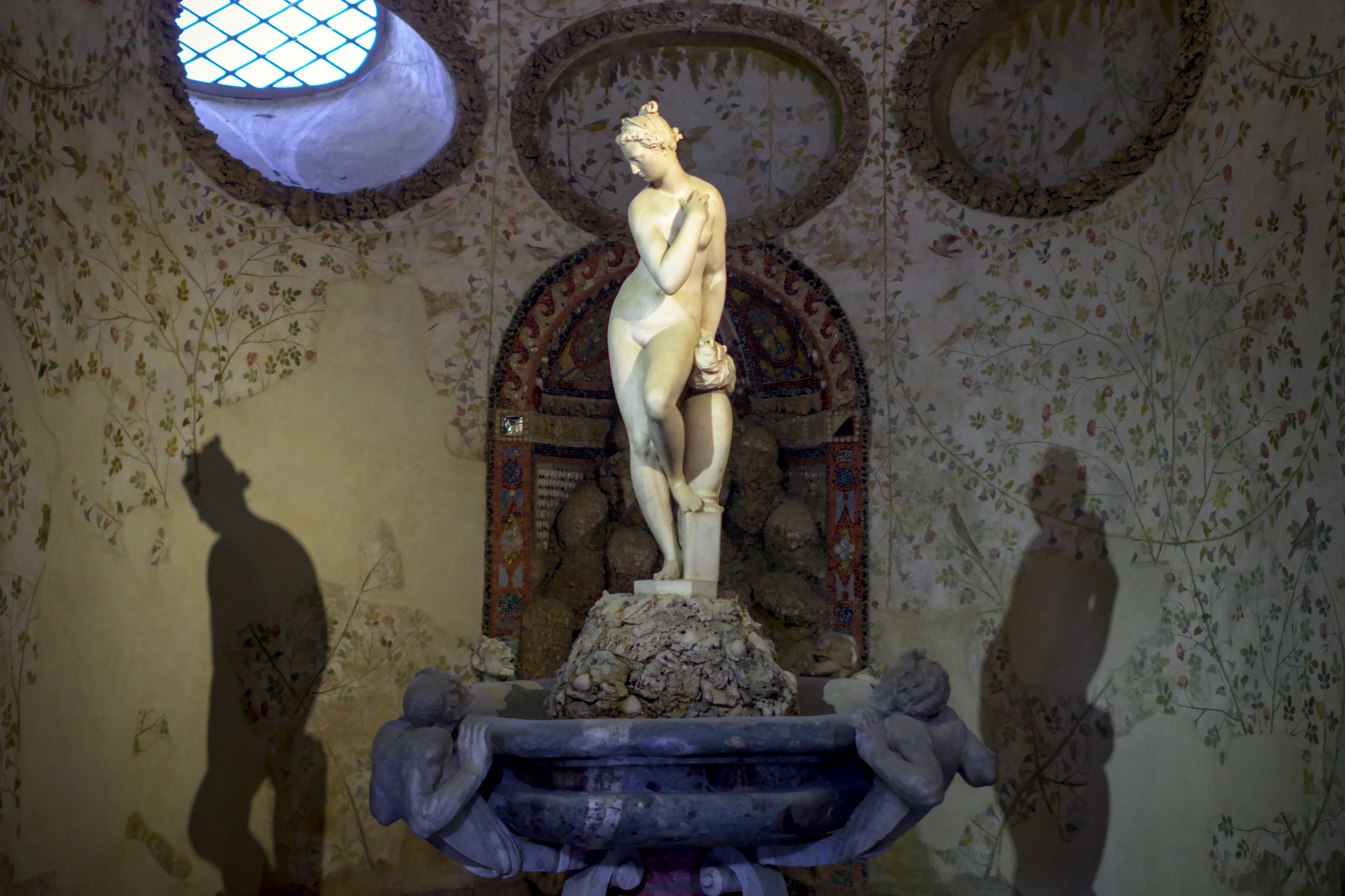
«Фонтан Венеры». Грот Буонталенти в Садах Боболи, Флоренция
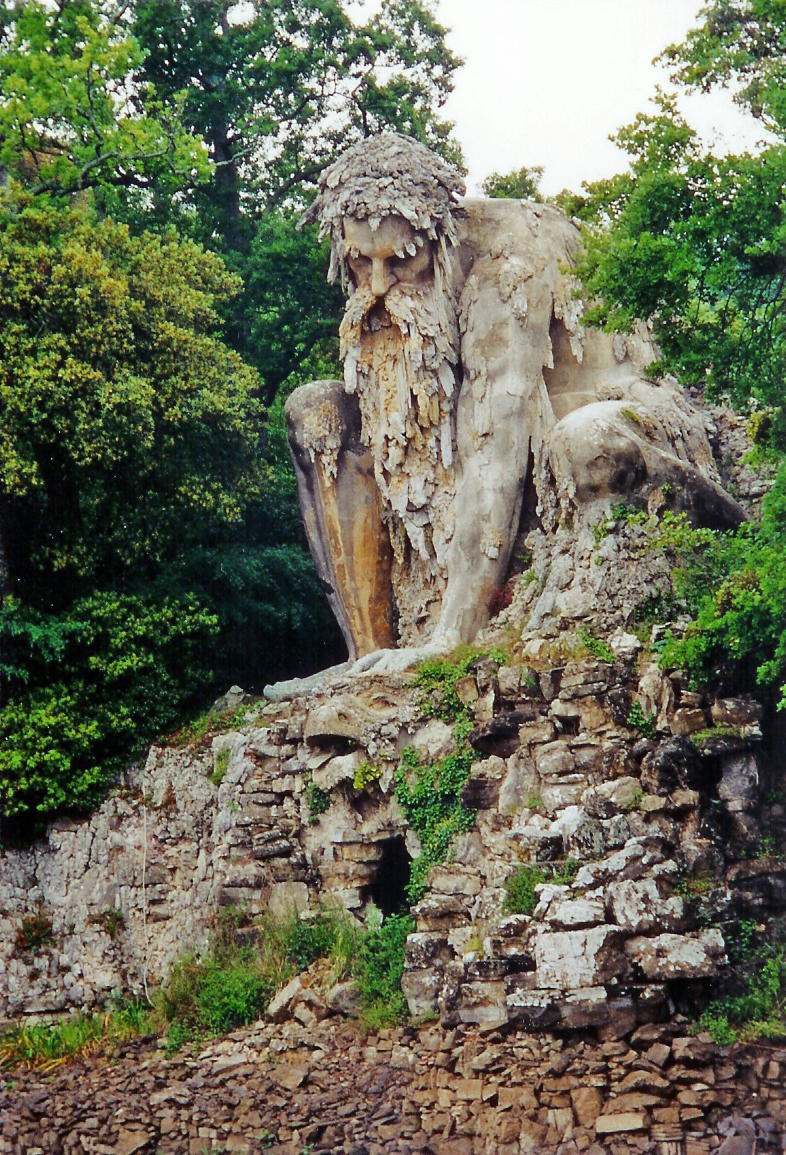
Аллегория Апеннин. 1580. Вилла Пратолино близ Флоренции
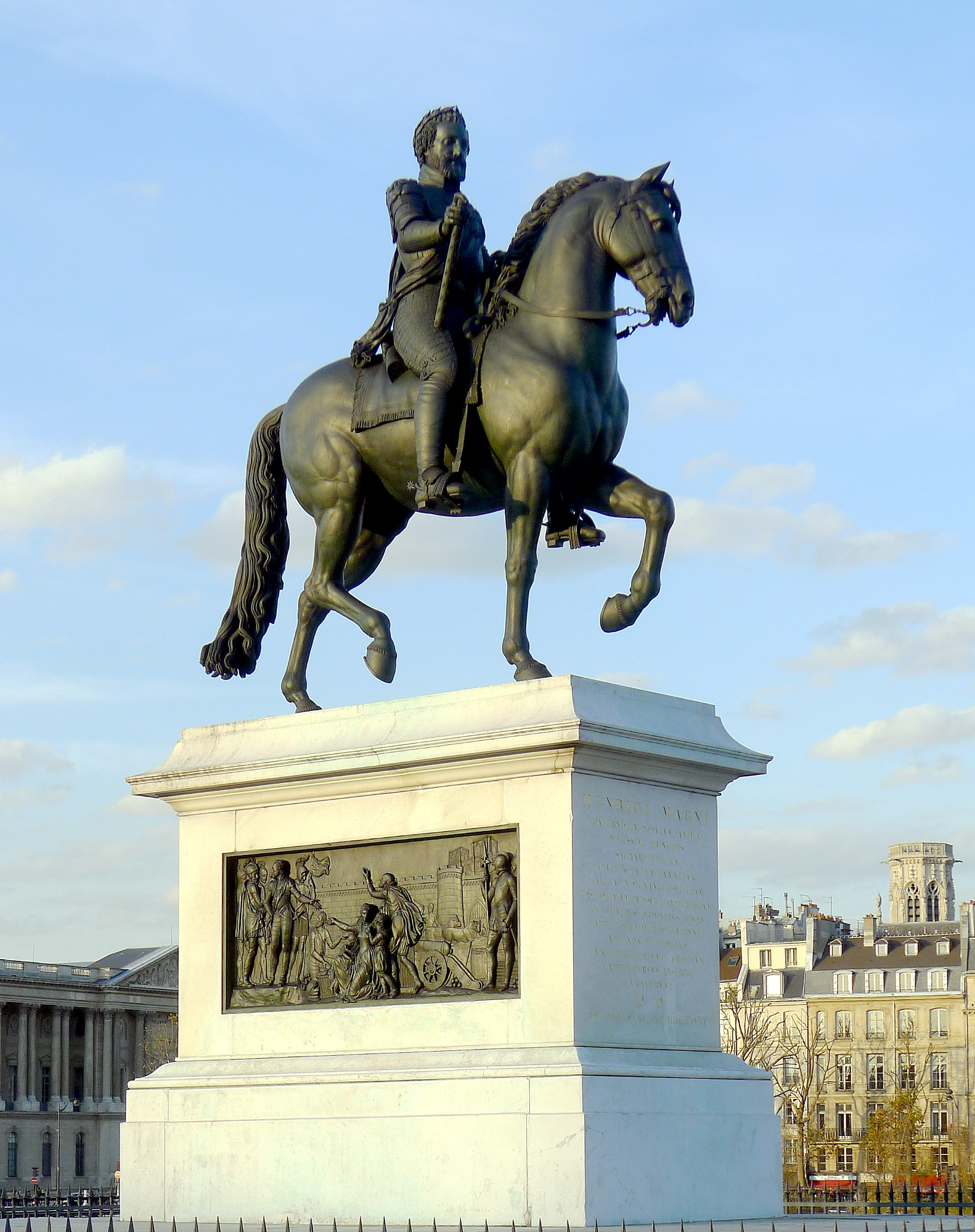
Конная статуя Генриха IV на мосту Пон-Нёф в Париже. Ф-Ф. Лемо по утраченному оригиналу Джамболоньи. 1818
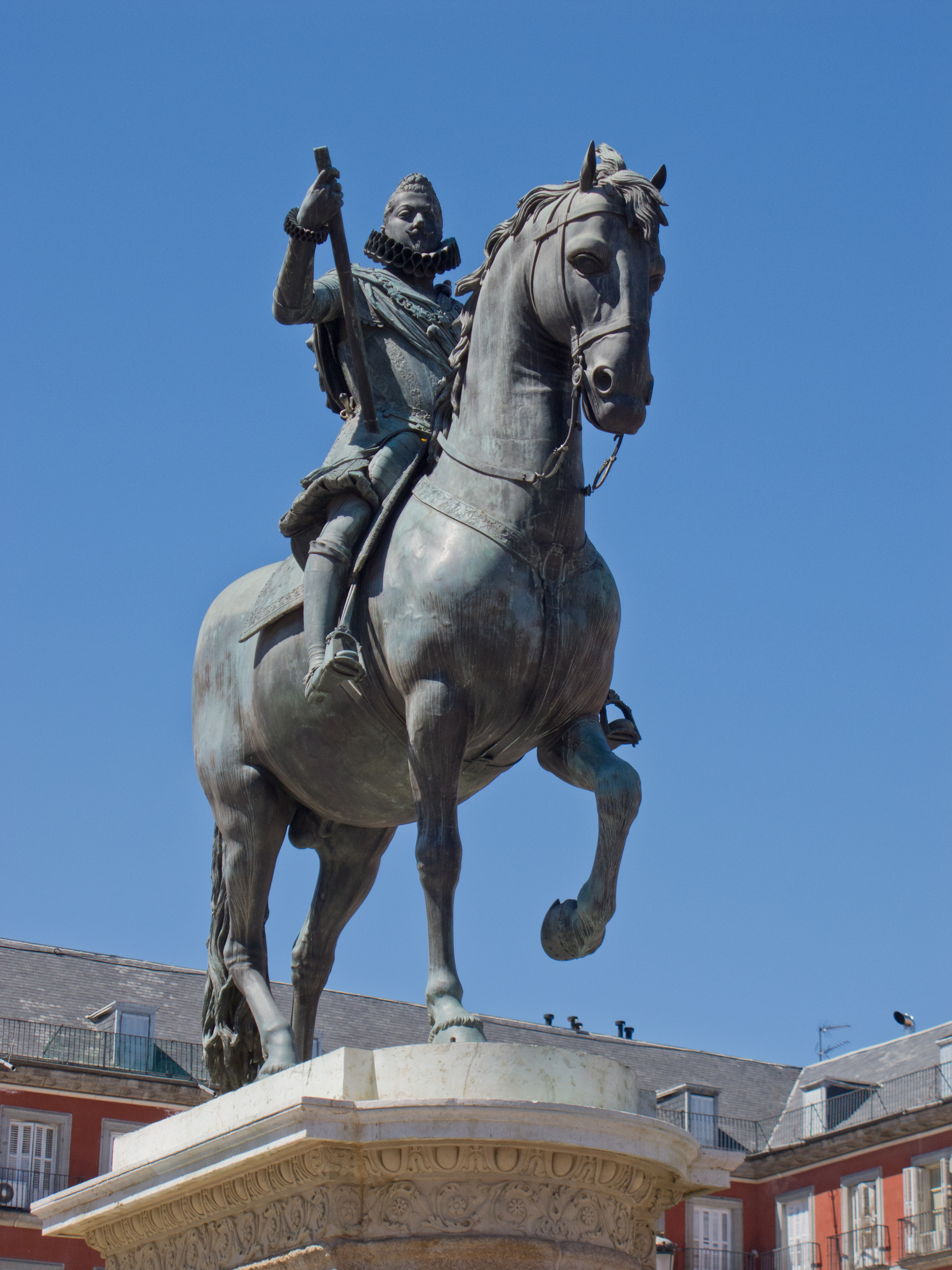
Конная статуя Филиппа III. 1616. Пласа-Майор, Мадрид